# Mountains (Prince)
Mountains è un singolo del cantautore statunitense Prince e del gruppo The Revolution, pubblicato nel 1986 ed estratto dall'album Parade, colonna sonora del film Under the Cherry Moon.
Il brano è stato scritto da Prince con Wendy & Lisa.

## Tracce
- 7"

1. Mountains
2. Alexa de Paris

## Classifiche
| Classifica (1986)              | Posizione massima |
| ------------------------------ | ----------------- |
| Australia                      | 45                |
| Belgio (Fiandre)               | 34                |
| Germania                       | 32                |
| Irlanda                        | 15                |
| Nuova Zelanda                  | 37                |
| Paesi Bassi                    | 16                |
| Regno Unito                    | 45                |
| Stati Uniti                    | 23                |
| Stati Uniti (dance club)       | 11                |
| Stati Uniti (dance/electronic) | 2                 |
| Stati Uniti (R&B)              | 15                |